# Spilosoma euryphlebia
Spilosoma euryphlebia là một loài bướm đêm thuộc phân họ Arctiinae, họ Erebidae.